# Programa Y
Programa Y foi um programa de rádio brasileiro, do gênero humorístico, transmitido pela Rede Atlântida para os estados do Rio Grande do Sul e Santa Catarina. É considerado sucessor do Programa X e antecessor do Pretinho Básico na grade da emissora. Ia ao ar das 12 às 14 horas, fazendo frente a programas nacionais como o Pânico, da Rádio Jovem Pan, e o Transalouca, da Transamérica Pop. Esteve no ar entre 1998 e 2007. Teve quadros de sucesso como o Show do Milhão Verde e a Piada do Papaéu (ambos estrelado por Eron Dalmolin). Seu slogan era Programa Y - O segundo pior programa do rádio brasileiro.

## Integrantes Fixos
- Gerson Pont
- Eron Dalmolin
- Márcio Paz[1]
- Luciano Potter
- Paula Alvin
- Marcos Piangers

## Participações
- Everton Cunha (Mr. Pi)
- Paulo Finger
- Dr. Jairo Bouer
- Thadeu Malta
- Val Paz